# Rejon Toguz-Toro
Rejon Toguz-Toro (kirg. Тогуз-Торо району; ros. Тогуз-Тороуский) – rejon w Kirgistanie w obwodzie dżalalabadzkim. W 2009 roku liczył 22 136 mieszkańców (z czego 50,5% stanowili mężczyźni) i obejmował 4231 gospodarstw domowych. Siedzibą administracyjną rejonu jest Kazarman.